# اختطاف ألمانيا النازية للأطفال

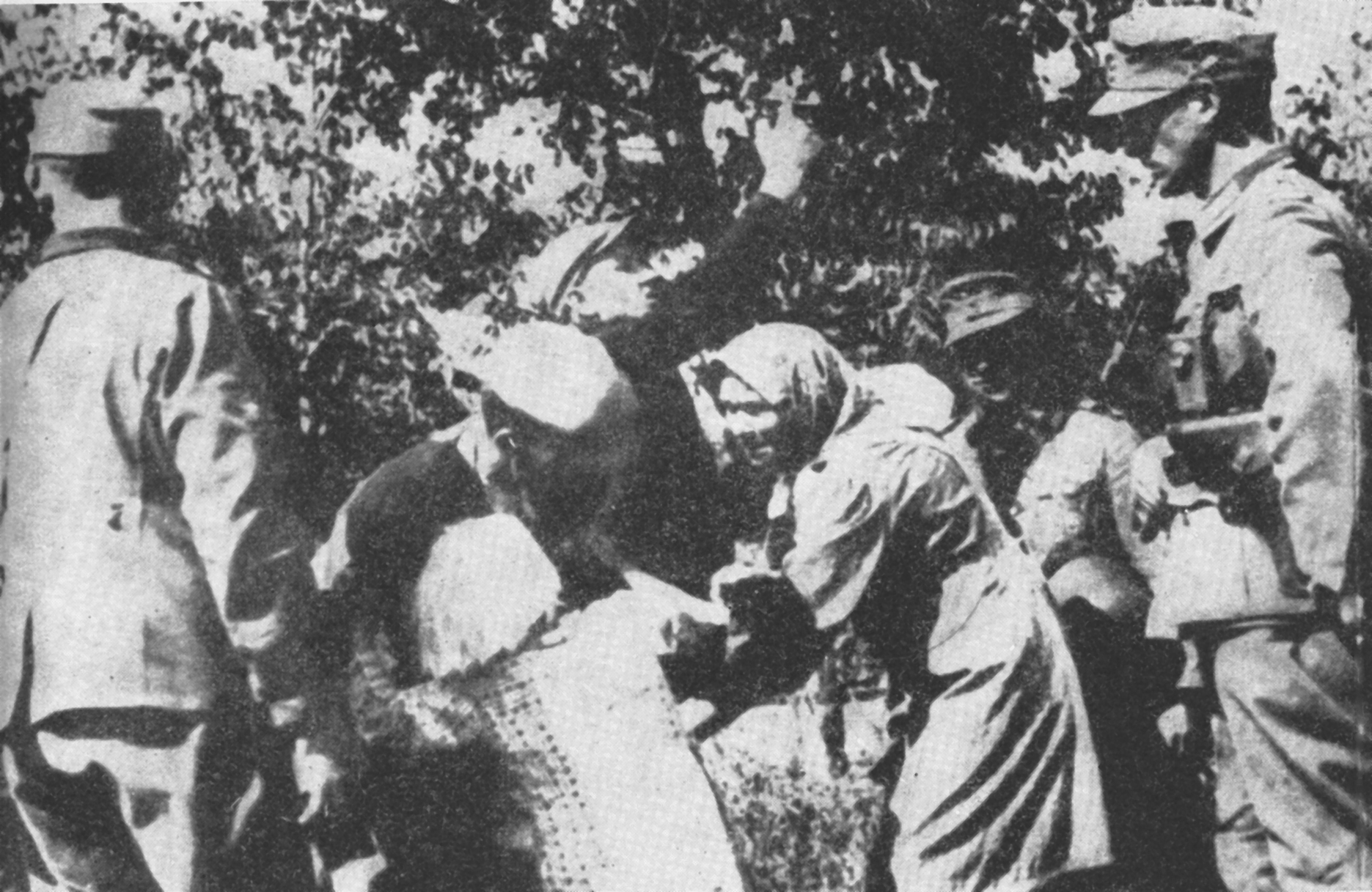
اختطاف الأطفال البولنديين خلال عملية إعادة التوطين النازية الألمانية في زامويشتشينسا (1942-1943).

اختطاف الأطفال الأجانب على يد ألمانيا النازية ((بالبولندية: Rabunek dzieci)‏ جزء من جنرالبلان أوست (GPO)، تشارك في أخذ الأطفال الذين يُعتبرون «آريين المظهر» من بقية أوروبا ونقلهم إلى ألمانيا النازية لغرض الألمنة، أو التلقين إلى أن يصبحوا ألمان ثقافيًا.
في أكثر من 200000 ضحية، كانت صة بولندا المحتلة أكبر نسبة من الأطفال الذين تم أخذهم.  تم اختطاف ما يقدر بنحو 400000 طفل في جميع أنحاء أوروبا.
كان الهدف من هذا المشروع هو «ألمنة أو جرمنة» الأطفال الذين يُزعم أنهم يتمتعون بسمات آرية - نورديك، والذين اعتبرهم المسؤولون النازيون أحفاد المستوطنين الألمان الذين هاجروا إلى بولندا. أولئك الذين وُصِّفوا بأنهم «ذوو قيمة عنصرية» تمت جرمنتهم بالقوة في المراكز ثم أرسلوا إلى الأسر الألمانية والمدارس الرئيسية في SS. في حالة الأطفال الأكبر سنًا الذين يستخدمون العمل القسري في ألمانيا، تم إرسال أولئك الذين يقررون أنهم «غير ألمانيين» عنصريًا إلى معسكرات الإبادة ومعسكرات الاعتقال، حيث تم قتلهم أو إجبارهم على العمل كمواضيع اختبار حية في التجارب الطبية الألمانية - وبالتالي في كثير من الأحيان للتعذيب أو القتل في هذه العملية.

## السياقات التاريخية
في خطاب مشهور لقادته العسكريين في أوبيرسالزبرج في 22 أغسطس 1939، تغاضى أدولف هتلر عن القتل بدون شفقة أو رحمة لجميع الرجال والنساء وأطفال الجنس أو اللغة البولندية.
في 7 نوفمبر 1939، أصدر هتلر قرارًا بأن هاينريش هيملر، الذي كان لقبه الألماني في ذلك الوقت هو Reichskomissar für die Festigung deutschen Volkstums، سيكون مسؤولاً عن السياسة المتعلقة بسكان الأراضي المحتلة. وضعت خطة لخطف الأطفال البولنديين على الأرجح في وثيقة بعنوان Rassenpolitisches Amt der NSDAP.
في 25 نوفمبر 1939، أرسل هيملر وثيقة من 40 صفحة بعنوان «قضية معاملة السكان في الأراضي البولندية السابقة من وجهة نظر عنصرية-سياسية».  يتعلق الفصل الأخير من الوثيقة بالأطفال البولنديين «ذوي القيمة العنصرية» ويعتزم اخذهم بالقوة من أجل الخطط والأغراض الألمانية:
في 15 مايو 1940، في وثيقة بعنوان (باللغة الألمانية) Einige Gedanken ueber die Behandlung der Fremdenvoelker im Osten ("أفكار قليلة عن معاملة الأجانب العنصرية في الشرق")، وفي "مذكرة سرية للغاية أخرى ذات توزيع محدود، بتاريخ 25 مايو 1940 "، بعنوان "معاملة الأجانب العنصريين في الشرق "، حدد هيملر التوجيهات الخاصة لاختطاف الأطفال البولنديين.   كما أوضح هيملر إدارة بولندا والحكومة العامة، حيث تم تعيين البولنديين للعمل الإجباري، واختطف الأطفال المختارون عرقيا وألمانيا. "

### خارج بولندا
كما تم اختطاف أعداد كبيرة من الأطفال من أماكن أخرى غير بولندا: تم أخذ حوالي 20.000 طفل من الاتحاد السوفيتي وحوالي 10 آلاف طفل تم أخذهم من غرب وجنوب شرق أوروبا.
فكر هيملر في إطلاق مشاريع مماثلة في فرنسا التي تحتلها ألمانيا. يسجله هتلر تابل توك وهو يعرب عن اعتقاده بأن «المشكلة الفرنسية» من الأفضل حلها عن طريق الاستخراج السنوي لعدد من الأطفال الأصحاء، ويتم اختيارهم من «السكان الألمان في فرنسا». لقد فضل أن يتم إيداعهم في المدارس الداخلية الألمانية، من أجل فصلهم عن جنسيتهم الفرنسية «العرضية»، وتوعيتهم «بدمهم الجرماني». رد هتلر أن «الميول البرجوازية الدينية للشعب الفرنسي» ستجعل من المستحيل تقريبًا «إنقاذ العناصر الجرمانية من مخالب الطبقة الحاكمة في ذلك البلد». اعتقد مارتن بورمان أن هذه سياسة عبقرية، وأشار إليها في سجل الوثيقة بأنها «نظرية شريرة»! .